# Hrastovac (Gerzence)
Hrastovac (németül: Eichendorf) falu Horvátországban Belovár-Bilogora megyében. Közigazgatásilag Gerzencéhez tartozik.

## Fekvése
Belovártól légvonalban 40, közúton 50 km-re délkeletre, községközpontjától 5 km-re délkeletre, a gerzencei tórendszer keleti oldalán, a 26-os számú főút mentén, Gerzence és Uljanik között fekszik.

## Története
A település a 19. század elején erdőirtással keletkezett. Helyén korábban évszázadokig tölgyerdő volt. Nevét is erről (hrast = tölgy) kapta. A második katonai felmérés térképén bukkan fel először „Rastovac” néven. A térképen jól láthatók a szabályosan kiosztott telkek és a katonás rendben sorakozó házak. A település a Horvát határőrvidék részeként a Kőrösi ezredhez tartozott. Lipszky János 1808-ban Budán kiadott repertóriumában „Hrasztovecz” néven szerepel.  
Nagy Lajos 1829-ben kiadott művében ugyancsak „Hrasztovecz” néven 17 házzal, 92 katolikus vallású lakossal találjuk.
1865-ben a terület birtokosa Tikery báró Baranya, Somogy és Tolna megyékből dunai svábokat telepített ide. A katonai közigazgatás megszüntetése után Magyar Királyságon belül Horvátország, azon belül Pozsega vármegye Daruvári járásának része lett. A településnek 1857-ben 241, 1910-ben 739 lakosa volt. Az 1910-es népszámlálás szerint lakosságának 97%-a német, 2%-a magyar, 1%-a cseh anyanyelvű volt. 1918-ban az új szerb-horvát-szlovén állam, majd később Jugoszlávia része lett. Evangélikus templomát 1929-ben építették. A falu 1941 és 1945 között a németbarát Független Horvát Államhoz, majd a háború után a szocialista Jugoszláviához tartozott. A sváb lakosságot a második világháború idején a partizánok elűzték, utódaik a világ minden táján szóródtak szét. Helyükre horvátok települtek. Az evangélikus templomot a háború után birkaistállóként használták, később az épületet motellé építették át. A háború után a fiatalok elvándorlása miatt lakossága folyamatosan csökkent. 1991-től a független Horvátország része. 1991-ben lakosságának 86%-a horvát nemzetiségű volt. 2011-ben a településnek 479 lakosa volt.

## Lakossága
| Lakosság változása | Lakosság változása | Lakosság változása | Lakosság változása | Lakosság változása | Lakosság változása | Lakosság változása | Lakosság változása | Lakosság változása | Lakosság változása | Lakosság változása | Lakosság változása | Lakosság változása | Lakosság változása | Lakosság változása | Lakosság változása |
| ------------------ | ------------------ | ------------------ | ------------------ | ------------------ | ------------------ | ------------------ | ------------------ | ------------------ | ------------------ | ------------------ | ------------------ | ------------------ | ------------------ | ------------------ | ------------------ |
| 1857               | 1869               | 1880               | 1890               | 1900               | 1910               | 1921               | 1931               | 1948               | 1953               | 1961               | 1971               | 1981               | 1991               | 2001               | 2011               |
| 241                | 583                | 588                | 712                | 708                | 739                | 841                | 776                | 1.170              | 1.017              | 895                | 687                | 570                | 521                | 539                | 479                |

## Nevezetességei
A település egyetlen szakrális épülete a temetőkápolna.

## Gazdaság
A településen két kisebb üzlet, tejüzem és a „Nada” textilüzem működik.

## Oktatás
Négyosztályos iskola működik a faluban.

## Sport
A településnek labdarúgópályája, röplabdapályája, kispályás labdarúgópályája van.